# Брус (Пиј де Дом)
Брус (фр. Brousse) насеље је и општина у централној Француској у региону Оверња, у департману Пиј де Дом која припада префектури Амбер.
По подацима из 2011. године у општини је живело 357 становника, а густина насељености је износила 15,9 становника/km². Општина се простире на површини од 22,45 km². Налази се на средњој надморској висини од 638 метара (максималној 854 m, а минималној 497 m).

## Демографија
| 1962. | 1968. | 1975. | 1982. | 1990. | 1999. | 2011. |
| ----- | ----- | ----- | ----- | ----- | ----- | ----- |
| 519   | 440   | 379   | 323   | 278   | 324   | 357   |

График промене броја становника у току последњих година